# Zespół sztywności uogólnionej
Zespół sztywności uogólnionej, zespół sztywnego człowieka, zespół Moerscha-Woltmanna – rzadkie schorzenie neurologiczne o nieznanej etiologii, polegające na postępującej w ciągu miesięcy i lat uogólnionej sztywności ciała, z czasem ulegającej stabilizacji. Zespół jako pierwsi, w 1956 roku, opisali Frederick Moersch i Henry Woltmann z Mayo Clinic.

## Epidemiologia i patogeneza
Zespół sztywności uogólnionej jest bardzo rzadkim schorzeniem, występującym jednakowo często u obu płci (stąd w języku angielskim odchodzi się od terminu stiff-man syndrome, na rzecz stiff-person syndrome), także u dzieci. Rzadko występuje rodzinnie. 
Patogeneza zespołu pozostaje niewyjaśniona. Najpopularniejsze teorie postulują mechanizm autoimmunologiczny albo etiologię paraneoplastyczną.

## Objawy i przebieg i leczenie
W zespole sztywności uogólnionej objawy przypominają przewlekły tężec: występuje sztywność całego ciała, zaakcentowana osiowo i proksymalnie (w neuromiotonii zmiany dominują w częściach dystalnych). Może przebiegać z zajęciem mięśni twarzy i gardła. Sztywności towarzyszą bolesne i bardzo silne skurcze mięśni, nasilane przez bodźce egzogenne, ruchy albo emocje. Skurcze mogą prowadzić do zniekształceń kręgosłupa, a nawet przerwań mięśni i złamań kości. Skurcze mięśni ustępują we śnie i w znieczuleniu ogólnym. Odruchowy skurcz trwający kilka sekund występuje też przy biernym prostowaniu kończyny. Zmiany nasilają się przez miesiące i lata, z czasem się stabilizują. 
Nie stwierdza się zmian neuroradiologicznych ani anatomopatologicznych w ośrodkowym układzie nerwowym; badanie EMG wykazuje stałą aktywność jednostek motorycznych. Stwierdza się tak zwaną okresową ciszę (ang. silent period), pozwalającą zróżnicować zespół sztywności uogólnionej z tężcem. 
Lekiem z wyboru w zespole sztywności uogólnionej jest diazepam. Dobre efekty daje też stosowanie fenytoiny, baklofenu i tyzanidyny.